# Kostel Vzkříšení Páně (Terezín)
Kostel Vzkříšení Páně v Terezíně je římskokatolický farní kostel ve středu východní fronty hlavního terezínského náměstí (dnes Československé armády). Původně byl vojenským posádkovým kostelem. Postaven byl v empírovém slohu v letech 1805–1810 podle projektu Ing. Heinricha Hatzingera a hraběte Julia d’Andreise. Projekt byl prakticky beze změn použit i v současně budovaném kostele Nanebevstoupení Páně v sesterské pevnosti Josefov. Od roku 1964 je chráněn jako kulturní památka.

## Stavba

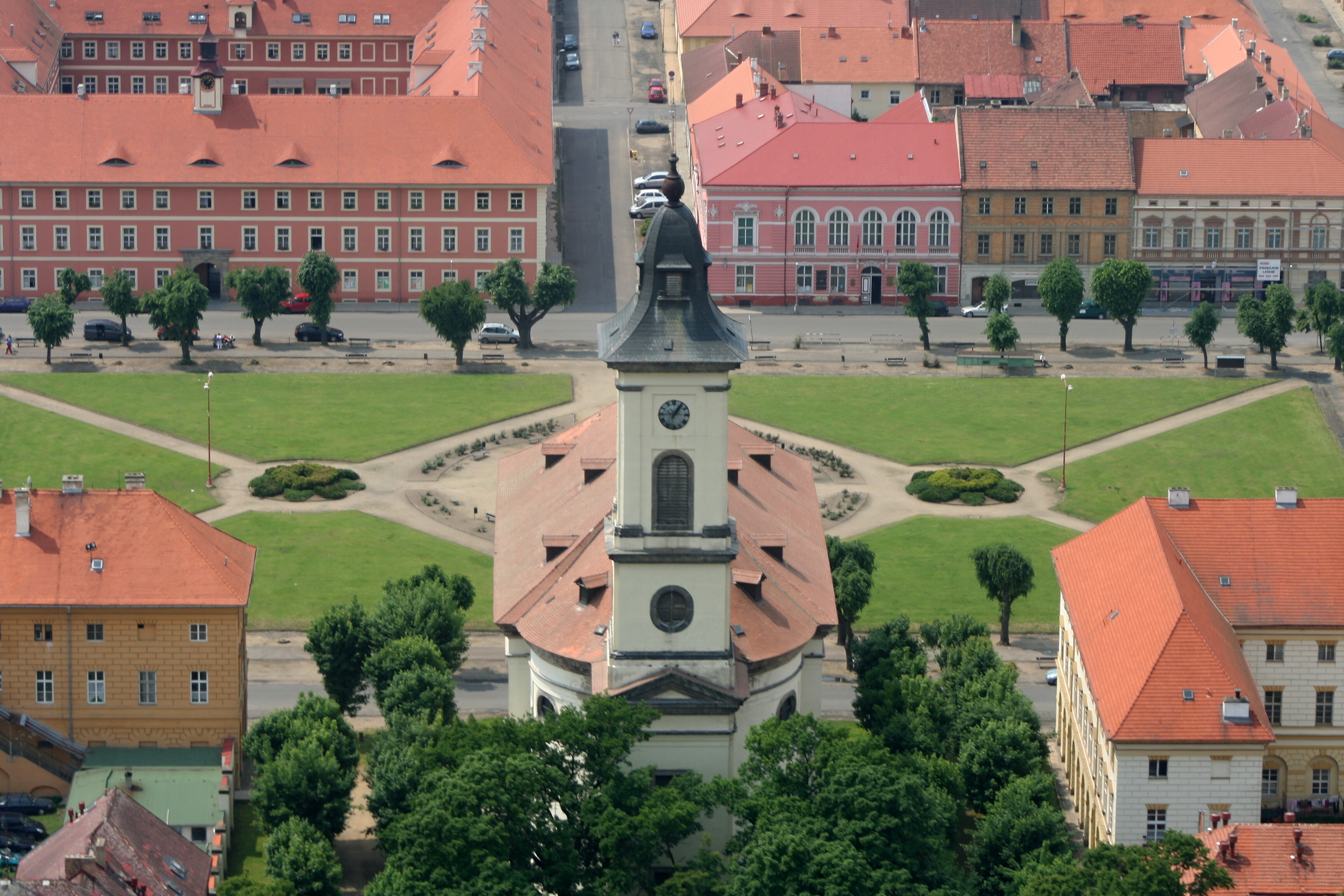
Letecký pohled na terezínský kostel Vzkříšení Páně

Stavba kostela je jednolodní, na západě mírně přechází v apsidu, s hranolovou věží o výšce 56 metrů, která je význačným orientačním bodem. Kněžiště je ve tvaru půlkruhovité apsidy dlouhé 7,5 m a široké 14 m. Nad portálem průčelí kostela je letopočet založení MDCCCV (1805).
Na severní vnější stěně kostela se nachází tabule, která byla původně umístěna na průčelí litoměřické brány. Ta byla zrušena roku 1898 a tabule byla přenesena na dnešní místo. Tabule nese latinský text (v překladu): „Císař vladař Josef II. ku ochraně říše a zvěčnění M. Terezie, jasné matky, hledě pevnost ze základu vybudovati a ji Terezínem nazvati rozkázal. L.P. 1780.“
Monumentální hlavní portál s vysokými řezanými vraty a vznosným průčelím sloužil k tomu, aby se dal při svátečních bohoslužbách zeširoka otevřít na ústřední městské náměstí, jinak je běžně kostel přístupný z jižní strany vedlejším schodištěm.

## Interiér
Celé řešení interiéru je střídmé, ale měřítkem architektonických článků impozantní. Inventář pochází z doby stavby. Obraz hlavního oltáře – Vzkříšení Krista pochází od prof. Josefa Berglera, prvního ředitele malířské akademie v Praze. Vedle hlavního oltáře jsou tu ještě další boční oltáře: Panny Marie, zasvěcen roku 1888; sv. Jana Nepomuckého (tzv. almužník) a oltář Srdce Ježíšova, oba zasvěcené v roce 1905. Oltářní obraz sv. Jana Nepomuckého zhotovil akad. malíř pozdního baroka Fr. Pálka. Před hlavním oltářem vpravo se nachází klasicistní empírová mramorová křtitelnice.
Poslední generální oprava kostela probíhala v letech 1994 a dokončena byla s odstupem času pak ve druhé fázi v listopadu 1997. Následně byl pak 8. listopadu 1997 kostel znovu požehnán po opravě litoměřickým biskupem Josefem Kouklem. V kostele byl tehdy instalován křišťálový lustr novoborských skláren, který kostelu věnovalo město Terezín, protože předchozí lustr byl v období komunistické totality přenesen do tehdejšího Muzea SNB, dnes Muzeum ghetta Terezín.

## Varhany
V roce 1898 byly v kostele instalovány nové varhany, dílo krnovské firmy Rieger-Kloss, které nesou opusové číslo 622. Před nimi zde byl nástroj od Antona Rusche, syna významného cvikového varhanářského mistra Jana Rusche. Od druhé poloviny roku 2013 do poloviny června 2014 proběhla oprava varhan.